# Glorieta de Ruiz Giménez
La glorieta de Ruiz Giménez o glorieta de San Bernardo es un plaza del distrito de Chamberí de Madrid. Confluyen en ella las calles de San Bernardo (que conecta la glorieta con la de Quevedo), Alberto Aguilera (antigua ronda de Areneros, que baja hasta Princesa) y Carranza (el otro tramo de la ronda norte, que llega hasta la glorieta de Bilbao).
Tiene su origen en el espacio que ocupó la Puerta de Fuencarral, en el encuentro de la calle de San Hermenegildo con el tramo final de la calle Ancha de San Bernardo, que originó su primer nombre y por el que popularmente se la sigue identificando. En 1934 se le dio el nuevo nombre de Glorieta de Ruiz Giménez, en honor al ministro, alcalde de Madrid y padre de Joaquín Ruiz-Giménez. En el periodo de la guerra civil se llamó Plaza del 14 de abril.
En su perímetro se encuentra la Estación de San Bernardo del Metro de Madrid.

## Historia

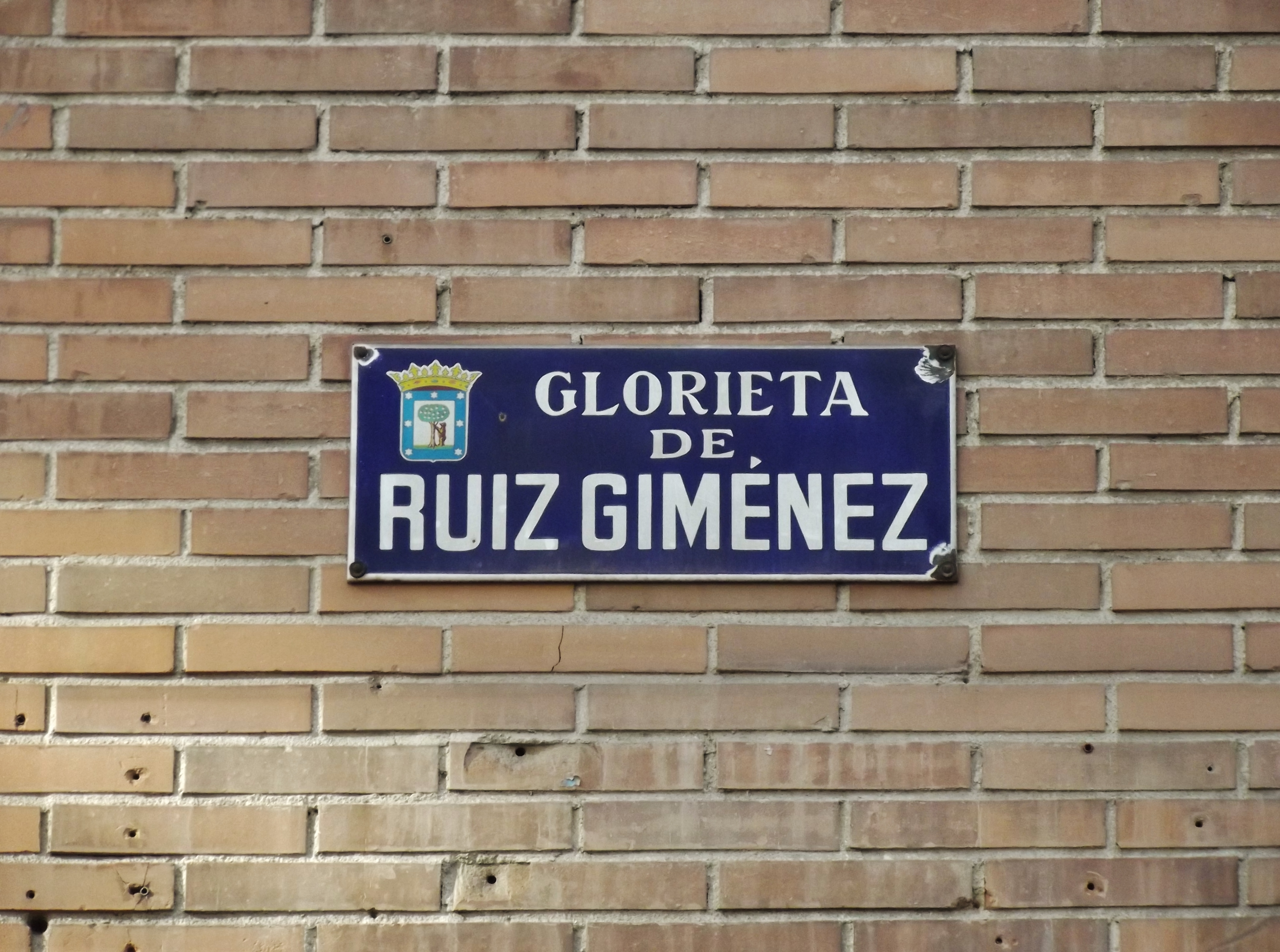
Placa de la glorieta

En 1902, y dentro de los actos de celebración por la coronación de Alfonso XIII, el alcalde Alberto Aguilera descubrió una estatua del dramaturgo Lope de Vega, obra de Mateo Inurria, en el espacio que ocupaban unos jardinillos en el centro de la glorieta. Seis años después, en 1908, la estatua de Lope fue trasladada a la glorieta del Cisne en el barrio de Almagro (y posteriormente a la plaza de la Encarnación); en su lugar se colocó «el lunes 4 de mayo» un molde de escayola pintada de color de bronce representando un monumento al pueblo madrileño en el Levantamiento del 2 de mayo, el provisional conjunto quedó pronto deslucido por las lluvias, hasta que el 10 de noviembre, de ese mismo 1908, se sustituyó por el original «fundido en bronce», obra de Aniceto Marinas concluida en 1891.
Anota Pedro de Répide que cerraron un costado de esta plaza las tapias del primitivo Hospital de la Princesa, construido en 1857 y con acceso por la calle de Alberto Aguilera.
En un rincón de la plaza, un monolito recuerda la traída de las aguas del Canal de Isabel II, si bien el surtidor conmemorativo del evento estuvo situado más abajo, frente a la iglesia de Monserrat, en la todavía calle Ancha de San Bernardo. A finales del siglo xx se colocó una fuente circular de juegos de agua.
Entre sus vecinos ilustres puede mencionarse al dibujante Enrique Herreros, portadista de la revista cómica La Codorniz.